# It's All True
It's All True é um filme estadunidense não finalizado de 1942 dirigido por Orson Welles. Era para ter sido o terceiro trabalho de Welles para a RKO Pictures, depois de Cidadão Kane (1941) e Soberba (1942). O projeto foi uma coprodução da RKO e do Escritório do Coordenador de Assuntos Interamericanos que foi posteriormente extinto pela RKO.
It's All True foi considerado um filme perdido, até que, em 1985, os negativos de "Four Men on a Raft" foram descobertos num depósito da Paramount e cuidadosamente recuperados graças à colaboração de instituições de diversos países. A produção inacabada foi o tema de um documentário de 1993, É tudo verdade – Um filme inacabado de Orson Welles, escrito e dirigido por Richard Wilson, Bill Krohn e Myron Meisel.

## Produção
Em 1941, Orson Welles concebeu It's All True como um filme antológico que mistura documentários e docuficção. Era para ser o terceiro filme feito pelo diretor para a RKO Pictures, com a qual ele rodou Cidadão Kane (1941) e Soberba (1942). Composto de três episódios, tem uma parte filmada no México, chamada My friend Bonito, e duas no Brasil, Carnaval (ou The story of samba) e Jangadeiros (Four men on a raft).

## Episódios

### My Friend Bonito
"Bonito the Bull", intitulado "My Friend Bonito" foi produzido por Robert Flaherty. O roteiro falava sobre a amizade de um garoto mexicano com um touro. Foi filmado no México em preto e branco, sob a direção de Norman Foster, em setembro de 1941 e supervisionado por Welles.

### Carnaval
Duas semanas depois do ataque a Pearl Harbor em dezembro de 1941, Nelson Rockefeller (então coordenador de Assuntos Interamericanos) solicitou a Welles que fizesse um filme não comercial sem salário para apoiar o esforço de guerra como parte da Política da Boa Vizinhança. A RKO Radio Pictures, da qual Rockefeller era acionista majoritário e membro de seu conselho de administração, pagaria os custos das filmagens, com o Gabinete do Coordenador de Assuntos Interamericanos garantindo até US$ 300 000 contra possíveis perdas financeiras. Depois de concordar em fazer o projeto, Welles embarcou para o Brasil em fevereiro de 1942 para filmar o carnaval do Rio de Janeiro, tanto em Technicolor quanto em preto e branco. Esta foi a base para o episódio também conhecido como "A História do Samba".

### Jangadeiros
Um artigo na edição de 8 de dezembro de 1941 da revista Time, intitulado "Four Men on a Raft", inspirou a terceira parte do filme. Ele contava a história de quatro pobres pescadores brasileiros que navegaram em uma jangada de Fortaleza ao Rio de Janeiro em setembro de 1941 para protestar contra a exploração econômica que sofriam, obrigados a pagar metade de seus ganhos aos donos das jangadas para poder trabalhar. Os quatro homens chegaram à então capital brasileira para apresentar suas queixas diretamente ao presidente Getúlio Vargas. O resultado foi um projeto de lei que foi assinado em lei pelo Presidente Vargas que deu direito aos jangadeiros aos mesmos benefícios concedidos a todos os trabalhadores sindicalizados - fundos de aposentadoria, pensões para viúvas e crianças, moradia, educação e assistência médica.

## Rescisão do projeto

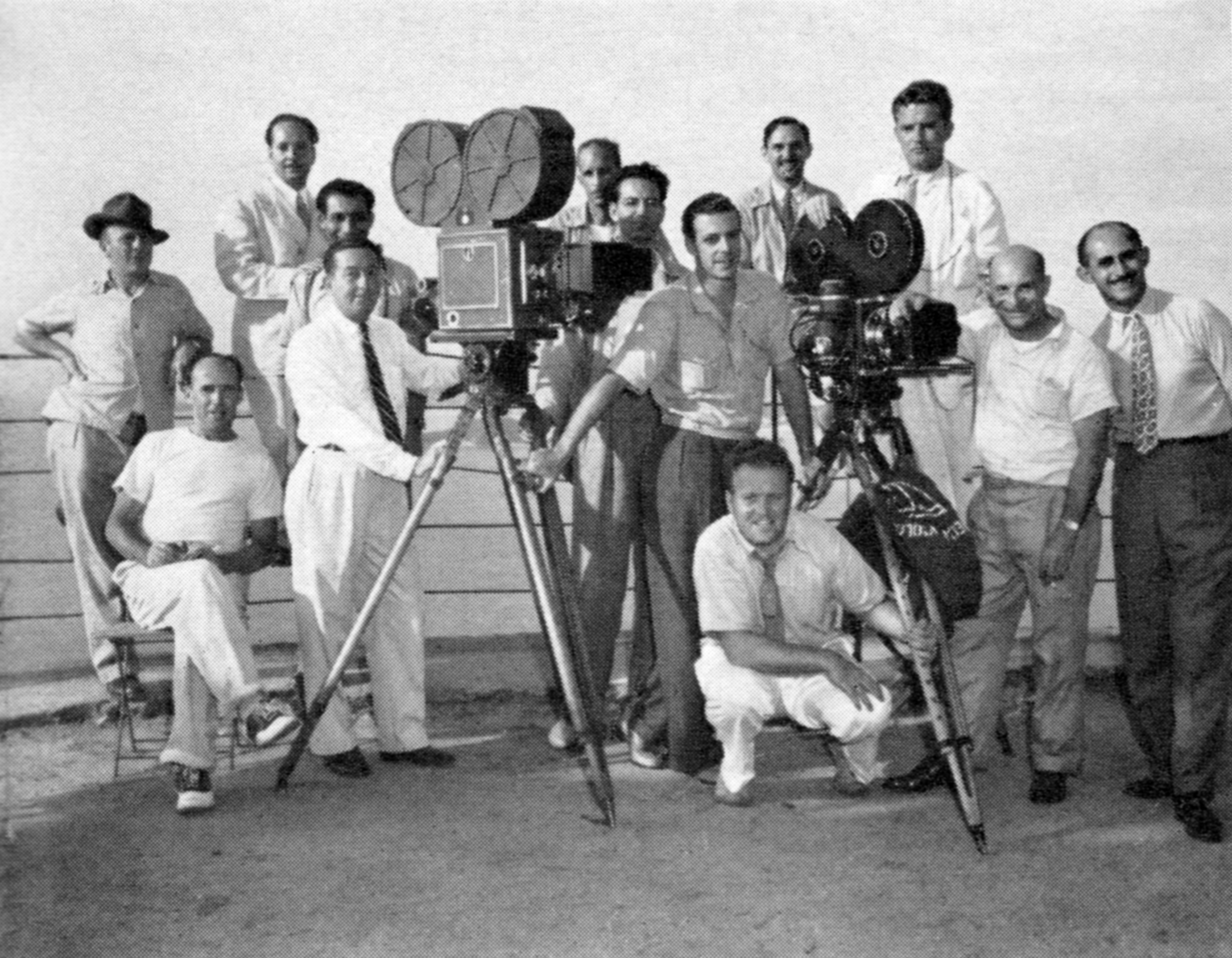
Alguns da equipe de filmagem de Welles no topo do Pão de Açúcar, Rio de Janeiro, no início de 1942. Em pé, a partir da esquerda: John M. Gustafson, técnico da Technicolor; Dante Orgolini, Relações Públicas da Mercury; José Santos (talvez Orlando Santos, assistente do estúdio Cinédia); Duke Greene, diretor de fotografia Technicolor; Sidney Zisper, técnico da Technicolor; Henry Imus, operador de câmera Technicolor; Ned Scott, fotógrafo de still; Joseph Biroc, operador de câmera (preto e branco); Robert Meltzer, roteirista e diretor da segunda unidade; Willard Barth, assistente de câmera; Leo Reiser, coordenador de produção de locações. Sentado à esquerda: James Curley, pega. Agachado: Harry J. Wild, diretor de fotografia (preto e branco).

Em 1942, a RKO Pictures passou por grandes mudanças sob nova administração. Nelson Rockefeller, o principal patrocinador do projeto no Brasil, deixou o conselho de diretores, e o principal patrocinador de Welles na RKO, o presidente do estúdio, George Schaefer, renunciou ao cargo. A RKO assumiu o controle de Soberba e editou o filme no que o estúdio considerou um formato comercial. As tentativas de Welles de proteger sua versão falharam. Na América do Sul, Welles solicitou recursos para acabar com It's All True, ele conseguiu terminar de filmar o episódio sobre os jangadeiros, mas a RKO se recusou a apoiar mais a produção do filme.
Welles retornou aos Estados Unidos em 22 de agosto de 1942, depois de mais de seis meses na América do Sul. Ele procurou continuar o projeto em outro lugar e tentou persuadir outros estúdios de cinema a financiar a conclusão de It's All True. Welles finalmente conseguiu comprar algumas das filmagens do filme, mas acabou devolvendo a propriedade à RKO com base em sua incapacidade de pagar os custos de armazenamento do filme.

## Reaproveitamento
As filmagens de It's All True foram usadas em filmes da RKO, incluindo O Mistério do Morto (1944) e, supostamente, em Pan-Americana (1945). Alguns filmes em preto-e-branco da sequência "Carnaval" foram vendidos como imagens de estoque para The March of Time, uma série de curtas-metragens patrocinada pela Time Inc. e exibida em cinemas. Um filme de produção independente lançado em 1947 pela United Artists, Nova Orleans, tem sua base no É Tudo Verdade. Elliot Paul, que estava sob contrato com Welles para escrever "The Story of Jazz", é creditado como roteirista do filme.
Em 1956, RKO lançou Arenas Sangrentas, um filme sobre a amizade entre um jovem mexicano e um touro que está destinado a morrer na arena, mas é poupado pela multidão. Muita controvérsia cercou o filme quando seu roteirista, "Robert Rich", recebeu um Oscar de Melhor História Original. Orson Welles disse mais tarde que como não tinha permissão para trabalhar por ter seu nome incluído na lista negra de Hollywood, Dalton Trumbo escreveu o roteiro de Arenas Sangrentas sob o pseudônimo Robert Rich.